# Ixora nana
Ixora nana là một loài thực vật có hoa trong họ Thiến thảo. Loài này được Robbr. & Lejoly mô tả khoa học đầu tiên năm 1982.